# Запис Пауновића дуд (Врановац)
Запис Пауновића дуд (Врановац) се налази на парцели чији је власник Пауновић Дејан.

## Локација
| Општина             | Јагодина                                                                    |
| Катастарска општина | Врановац                                                                    |
| Потес               | Велика коса                                                                 |
| Координате          | 44° 01′ 26″ С; 21° 09′ 00″ И / 44.023899999999998° С; 21.149899999999999° И |
| Надморска висина    | 322m                                                                        |

## Карактеристике
Дендрометријске вредности утврђене на терену и сателитским снимцима:
| Стабло                     | Дуд |
| Висина стабла              | m   |
| Обим дебла                 | m   |
| Пречник крошње             | 12m |
| Пречник дебла              | m   |
| Висина дебла до прве гране | m   |

## База записа
Запис је у оквиру Викимедија пројекта "Запис - Свето дрво" заведен под редним бројем 0257.